# One Mile from Heaven
One Mile from Heaven is een Amerikaanse dramafilm uit 1937 onder regie van Allan Dwan.

## Verhaal
De zwarte vrouw Flora Jackson zegt dat ze de moeder is van een blanke dochter. De verslaggeefster Tex Warren gelooft dat er een opzienbarende primeur zit achter haar verhaal. Door speurwerk komt ze erachter dat Barbara Harrison de echte moeder van het meisje is. Zij is inmiddels getrouwd met een rijke man en ze wil haar verleden stilhouden. Die informatie valt in de handen van afpersers.

## Rolverdeling
| Acteur            | Personage        |
| ----------------- | ---------------- |
| Claire Trevor     | Tex Warren       |
| Sally Blane       | Barbara Harrison |
| Douglas Fowley    | Jim Tabor        |
| Fredi Washington  | Flora Jackson    |
| Joan Carroll      | Sunny            |
| Ralf Harolde      | Moxie McGrath    |
| John Eldredge     | Jerry Harrison   |
| Paul McVey        | Johnny           |
| Ray Walker        | Buck Atlas       |
| Russell Hopton    | Peter Brindell   |
| Chick Chandler    | Charlie Milford  |
| Eddie Anderson    | Henry Bangs      |
| Howard C. Hickman | Rechter Clarke   |
| Bill Robinson     | Joe Dudley       |